# Idolina Landolfi
Maria Idolina Landolfi (Rome, 1958 - Florence, 2008) est une écrivaine, traductrice et critique littéraire italienne, fille de Tommaso Landolfi et conservatrice principale de ses œuvres. En 1996, elle fonda le Centre d'études landolfiennes, dont elle resta président jusqu'à sa mort. Elle a collaboré aux pages culturelles du quotidien Il Giornale jusqu'en mai 2008.
Sa bibliothèque personnelle a été donnée à la bibliothèque humaniste de Sienne.

## Prose et poésie
- Scemo d'amore: racconti, Roma, Empiria, 1998.  (ISBN 88-85303-64-1)
- I litosauri, Roma, Laterza, 1999.  (ISBN 88-421-0494-9)
- Senza titolo testo di Idolina Landolfi, xilografia di Antonio Baglivo, Salerno, SemInAria, 2001
- con Ester Pes, Attacchi d'amore, Milano, ES, 1996.  (ISBN 88-86534-24-8)
- Sotto altra stella, Pasian di Prato, Campanotto Editore, 1996
- Matracci e storte: novelle e novellette mercuriali, Napoli, Graus, 2004.  (ISBN 88-834-6087-1)
- Non mi destare, amore, Firenze, Il Bisonte, 2010

## Traductions
- Gina Barkhordar Nahai, L' incanto del pavone, traduzione di Idolina Landolfi e William S. Maury, Milano, Rizzoli, 1991
- Annie Ernaux, Passione semplice, Milano, Rizzoli, 1992
- Isidore Ducasse, comte de Lautréamont, I canti di Maldoror. Poesie. Lettere, introduzione, traduzione e note di Idolina Landolfi, Milano, Biblioteca Universale Rizzoli, 1995
- Matthew Kneale, Nero Tamigi, Milano, Bompiani, 1997
- Jean-Claude Lavie, L' amore e il delitto perfetto, Milano, Baldini & Castoldi, 1998
- Donna Tartt, Dio di illusioni, Milano, Rizzoli, 1998
- Villiers de l'Isle-Adam, Claire Lenoir, Latina, L'Argonauta, 1999
- Murray Bail, Eucalyptus, Milano, Mondadori, 1999
- Paule Constant, Confidenza per confidenza, Milano, Rizzoli, 2000
- Michel Tournier, Eleazar, ovvero La sorgente e il roveto, Milano, Garzanti, 2000
- Adam Armstrong, Il grido della pantera, Milano, Rizzoli, 2001
- Elie Wiesel, Michael de Saint Cheron, Il male e l'esilio : dieci anni dopo, Milano, Baldini & Castoldi, 2001
- Frances Mayes, Sotto il sole della Toscana, Milano, Rizzoli, 2001
- Frances Mayes, ''Beautiful Toscana, Milano, Rizzoli, 2001
- Michel Tournier, "Celebrazioni", Milano, Garzanti, 2001
- Darin Strauss, Chang et Eng Bunker, Milano, Rizzoli, 2001
- Jean-Christophe Grangé, Il concilio di pietra, Milano, Superpocket, 2003
- Jean-Christophe Grangé, Il volo delle cicogne, Milano, Garzanti, 2003
- Jean-Christophe Grangé, I fiumi di porpora, Milano, Garzanti, 2005
- Donna Tartt, Il piccolo amico, traduzione di Idolina Landolfi e Giovanni Maccari, Milano, Superpocket, 2005
- Eva Stachniak, Il giardino di Venere, Milano, Rizzoli, 2005